# Anoectochilus kinabaluensis
Anoectochilus kinabaluensis là một loài thực vật có hoa trong họ Lan. Loài này được (Rolfe) J.J.Wood & Ormerod mô tả khoa học đầu tiên năm 1994.